# Sint-Stanislaus Kostkakerk (Warschau)

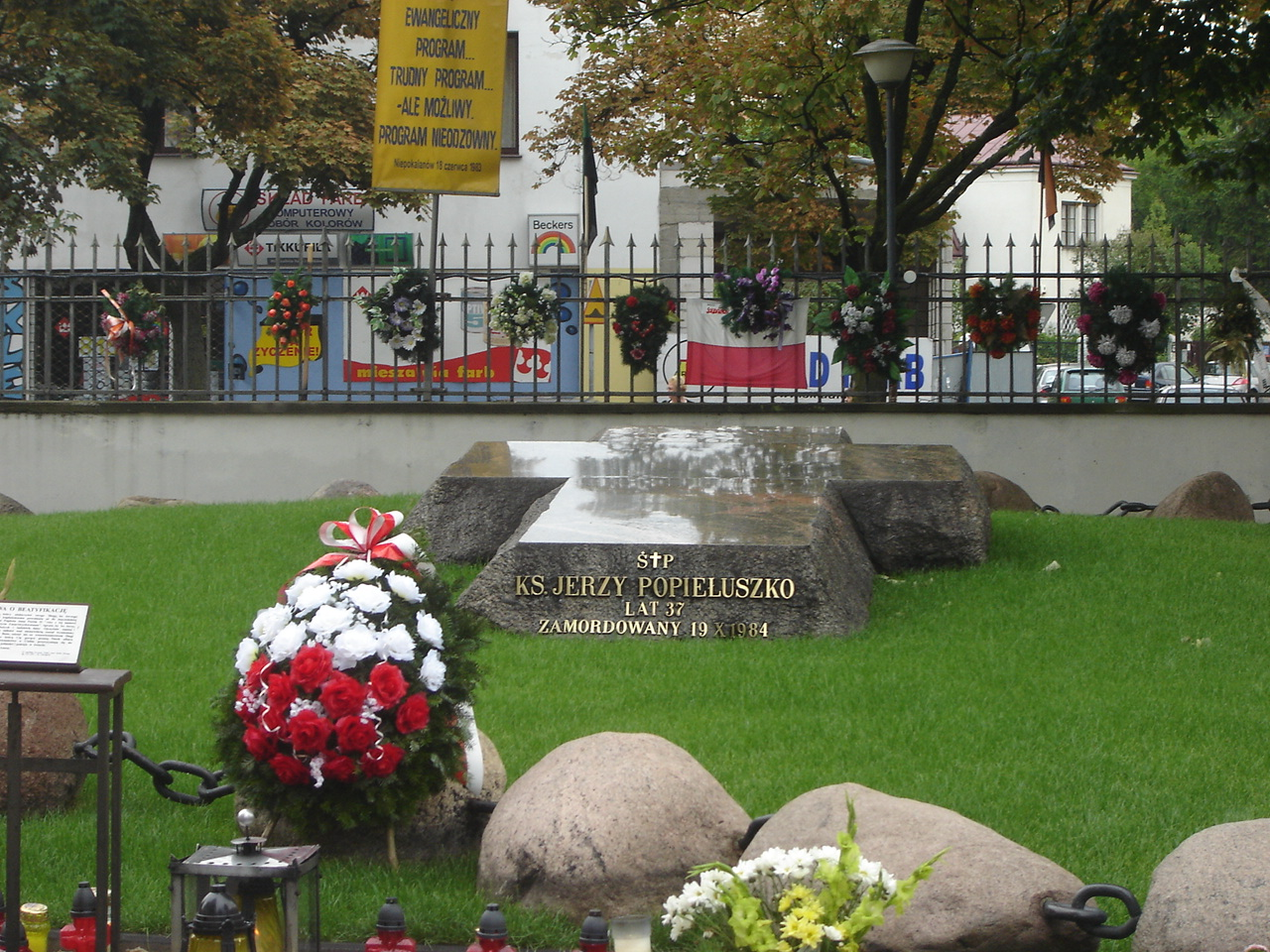
Het graf van de zalige Jerzy Popiełuszko

De Sint-Stanislaus Kostkakerk (Pools: Kościół św. Stanisława Kostki w Warszawie) in de Warschause wijk Żoliborz is een neoromaanse kerk die gebouwd werd tussen 1930 en 1963. De kerk is opgedragen aan de 16e-eeuwse Poolse heilige: Sint-Stanislaus Kostka. De Parochie ontstond in 1927. De kerk is vooral bekend als Pools bedevaartoord, omdat het graf en Herdenkingsplek /  Monument voor de vermoorde spirituele leider van de Vakbond Solidarność: zalige en martelaar Jerzy Popiełuszko op de nabijgelegen begraafplaats er ligt. Deze martelaar is door het toenmalige Communistische regime van Polen in 1984 vermoord.